# Chard (Francja)
Chard – miejscowość i gmina we Francji, w regionie Nowa Akwitania, w departamencie Creuse.
Według danych na rok 1990 gminę zamieszkiwały 204 osoby, a gęstość zaludnienia wynosiła 14 osób/km² (wśród 747 gmin Limousin Chard plasuje się na 427. miejscu pod względem liczby ludności, natomiast pod względem powierzchni na miejscu 456.).